# Liste der Minister für Schottland

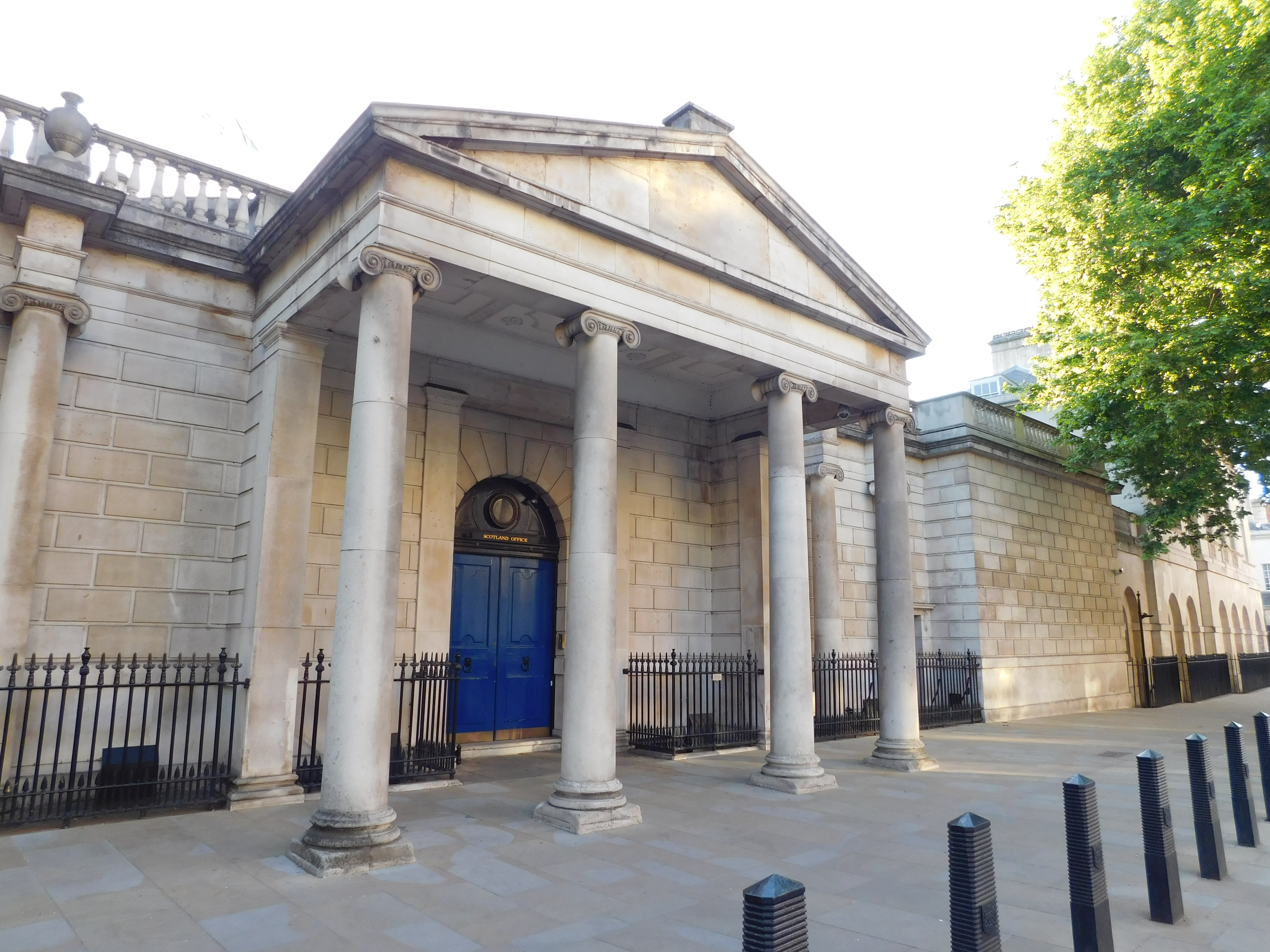
Dover House, Amtssitz des Scotland Office in London

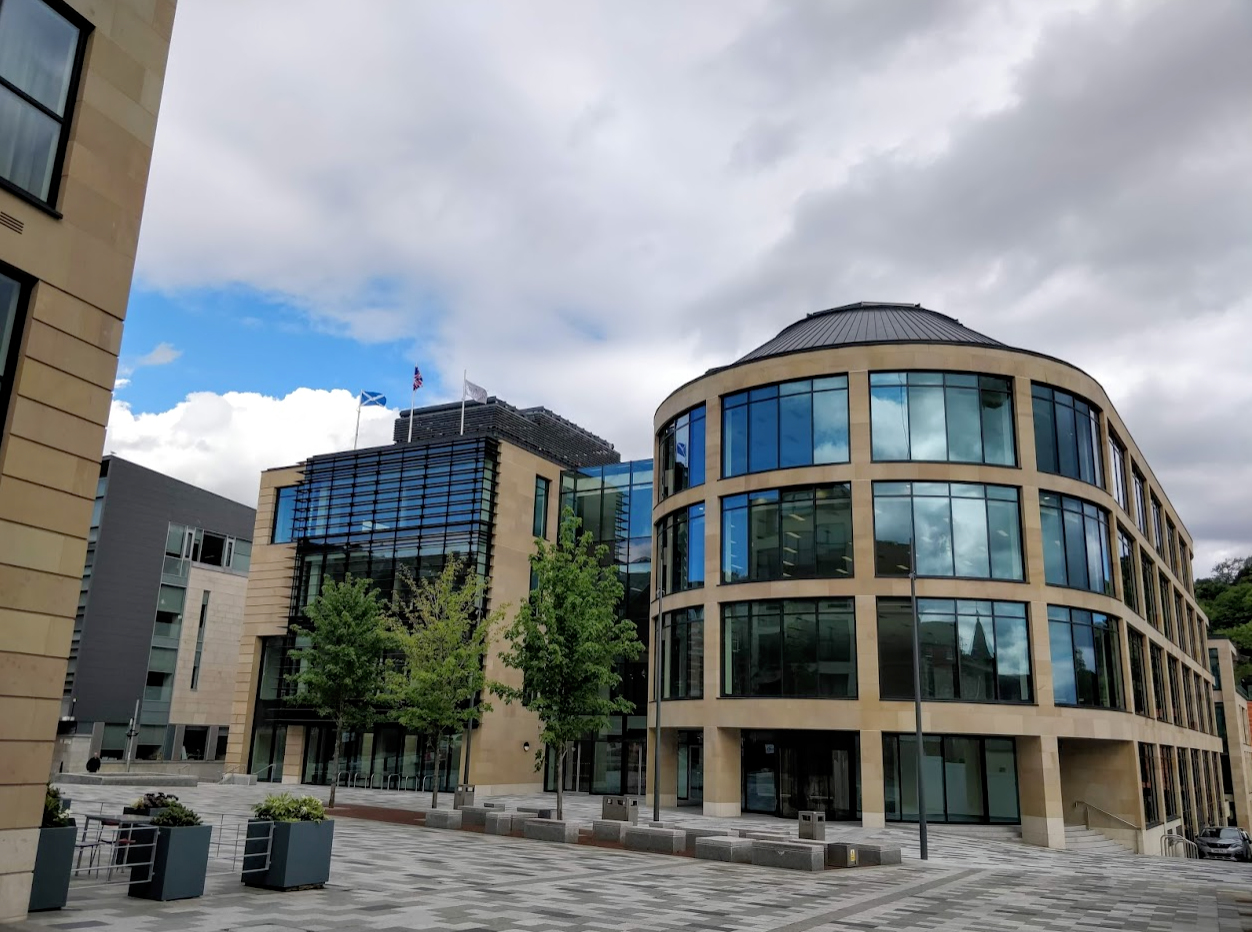
Queen Elizabeth House, Sitz des Scotland Office in Edinburgh

Der Schottland-Minister (engl. Secretary of State for Scotland, gälisch: Rùnaire Stàite na h-Alba, scots: Secretar o State for Scotland) ist ein für Schottland zuständiges Mitglied im Kabinett des Vereinigten Königreichs, das vom Premierminister berufen wird. Er leitet das Schottland-Amt.

## Geschichte
Das Amt des Secretary of State for Scotland wurde erstmals nach dem Act of Union 1707 zwischen Schottland und England eingeführt. Nach dem Zweiten Jakobitenaufstand wurde das Amt 1746 vorerst abgeschafft, die Vertretung schottischer Belange lag nachfolgend in der Verantwortung des schottischen Lord Advocate. Das Amt des Secretary for Scotland (und damit verbunden auch das Schottland-Büro) wurde 1885 durch den britischen Premierminister Lord Salisbury eingeführt.
Erster Amtsinhaber war Charles Henry Gordon-Lennox, 6. Duke of Richmond. Seit 1892 ist der Amtsinhaber Mitglied im britischen Kabinett. Seit 1926 wird der Schottland-Minister wieder als Secretary of State for Scotland bezeichnet.
1997 stimmte die schottische Bevölkerung mit überwältigender Mehrheit für ein eigenes Schottisches Parlament, das mit begrenzten Kompetenzen innerhalb des Vereinigten Königreichs ausgestattet sein sollte. 1999 wurden daher viele Aufgaben des Schottland-Ministers dem damals neu eingeführten Amt des Ersten Ministers von Schottland übertragen. Der Schottland-Minister ist aber weiterhin ein Mitglied des Britischen Kabinetts. Des Browne füllte den Posten hauptsächlich symbolisch aus und war gleichzeitig Verteidigungsminister, während dessen Nachfolger Jim Murphy nur das Amt des Schottland-Ministers innehatte. Aktueller Schottland-Minister ist Alister Jack als Nachfolger von David Mundell.

## Secretaries of State for Scotland 1707–1746
| Name                                  | Name | Amtszeit                | Amtszeit                   |
| ------------------------------------- | ---- | ----------------------- | -------------------------- |
| John Erskine, 22. Earl of Mar         |      | (seit 1705) 1. Mai 1707 | 3. Februar 1709            |
| James Douglas, 2. Duke of Queensberry |      | 3. Februar 1709         | 6. Juli 1711 (verstorben)  |
| John Erskine, 22. Earl of Mar         |      | 30. September 1713      | 24. September 1714         |
| James Graham, 1. Duke of Montrose     |      | 24. September 1714      | August 1715 (Rücktritt)    |
| John Ker, 1. Duke of Roxburghe        |      | 13. Dezember 1716       | August 1725 (Rücktritt)    |
| vakant                                |      |                         |                            |
| John Hay, 4. Marquess of Tweeddale    |      | 16. Februar 1742        | 3. Januar 1746 (Rücktritt) |

Nach dem Zweiten Jakobitenaufstand wurde das Amt 1746 vorerst abgeschafft, die Vertretung schottischer Belange lag nachfolgend in der Verantwortung des schottischen Lord Advocate.

## Secretaries und Secretaries of State for Scotland
| Charles Henry Gordon-Lennox, 6. Duke of Richmond          |                                                         | 17. August 1885    | 28. Januar 1886                      | Conservative                    | Robert Gascoyne-Cecil, 3. Marquess of Salisbury                      |
| George Trevelyan                                          |                                                         | 8. Februar 1886    | März 1886 (Rücktritt)                | Liberal Party                   | William Ewart Gladstone                                              |
| John Ramsay, 13. Earl of Dalhousie                        |                                                         | 5. April 1886      | 20. Juli 1886                        | Liberal                         | William Ewart Gladstone                                              |
| Arthur Balfour                                            |                                                         | 5. August 1886     | 11. März 1887                        | Conservative                    | Robert Gascoyne-Cecil, 3. Marquess of Salisbury                      |
| Schomberg Kerr, 9. Marquess of Lothian                    |                                                         | 11. März 1887      | 11. August 1892                      | Unionist                        | Robert Gascoyne-Cecil, 3. Marquess of Salisbury                      |
| Sir George Trevelyan, Bt                                  |                                                         | 18. August 1892    | 21. Juni 1895                        | Liberal Party                   | William Ewart Gladstone                                              |
| Sir George Trevelyan, Bt                                  | Archibald Primrose, 5. Earl of Rosebery                 | 18. August 1892    | 21. Juni 1895                        | Liberal Party                   |                                                                      |
| Alexander Bruce, 6. Lord Balfour of Burleigh              |                                                         | 29. Juni 1895      | 9. Oktober 1903 (Rücktritt)          | Unionist                        | Robert Gascoyne-Cecil, 3. Marquess of Salisbury (Unionist Coalition) |
| Alexander Bruce, 6. Lord Balfour of Burleigh              | Arthur Balfour (Unionist Coalition)                     | 29. Juni 1895      | 9. Oktober 1903 (Rücktritt)          | Unionist                        |                                                                      |
| Andrew Murray                                             |                                                         | 9. Oktober 1903    | 2. Februar 1905                      | Conservative                    |                                                                      |
| John Hope, 1. Marquess of Linlithgow                      |                                                         | 2. Februar 1905    | 4. Dezember 1905                     | Conservative                    |                                                                      |
| John Sinclair (Baron Pentland seit 1909)                  |                                                         | 10. Dezember 1905  | 13. Februar 1912                     | Liberal Party                   | Sir Henry Campbell-Bannerman                                         |
| John Sinclair (Baron Pentland seit 1909)                  | H. H. Asquith                                           | 10. Dezember 1905  | 13. Februar 1912                     | Liberal Party                   |                                                                      |
| Thomas McKinnon Wood                                      |                                                         | 13. Februar 1912   | 9. Juli 1916                         | Liberal                         |                                                                      |
| Thomas McKinnon Wood                                      | H. H. Asquith (Koalition)                               | 13. Februar 1912   | 9. Juli 1916                         | Liberal                         |                                                                      |
| Harold Tennant                                            |                                                         | 9. Juli 1916       | 5. Dezember 1916                     | Liberal                         |                                                                      |
| Robert Munro                                              |                                                         | 10. Dezember 1916  | 19. Oktober 1922                     | Liberal                         | David Lloyd George (Koalition)                                       |
| Ronald Munro-Ferguson, 1. Viscount Novar                  |                                                         | 24. Oktober 1922   | 22. Januar 1924                      | none                            | Andrew Bonar Law                                                     |
| Ronald Munro-Ferguson, 1. Viscount Novar                  | Stanley Baldwin                                         | 24. Oktober 1922   | 22. Januar 1924                      | none                            |                                                                      |
| William Adamson                                           |                                                         | 22. Januar 1924    | 3. November 1924                     | Labour                          | Ramsay MacDonald                                                     |
| Sir John Gilmour, Bt                                      |                                                         | 6. November 1924   | 26. Juli 1926                        | Unionist                        | Stanley Baldwin                                                      |
| Secretaries of State for Scotland (1926–heute)            |                                                         |                    |                                      |                                 |                                                                      |
| Name                                                      | Name                                                    | Amtszeit           | Amtszeit                             | Partei                          | Premierminister                                                      |
| Sir John Gilmour, Bt                                      |                                                         | 15. Juli 1926      | 4. Juni 1929                         | Unionist                        | Stanley Baldwin                                                      |
| William Adamson                                           |                                                         | 7. Juni 1929       | 24. August 1931                      | Labour                          | Ramsay MacDonald                                                     |
| Sir Archibald Sinclair, Bt                                |                                                         | 25. August 1931    | 28. September 1932 (Rücktritt)       | Liberal Party                   | Ramsay MacDonald (1st & 2nd National Min.)                           |
| Sir Godfrey Collins                                       |                                                         | 28. September 1932 | 29. Oktober 1936                     | National Liberal Party          | Ramsay MacDonald (1st & 2nd National Min.)                           |
| Sir Godfrey Collins                                       | Stanley Baldwin (3rd National Min.)                     | 28. September 1932 | 29. Oktober 1936                     | National Liberal Party          |                                                                      |
| Walter Elliot                                             |                                                         | 29. Oktober 1936   | 16. Mai 1938                         | Unionist                        |                                                                      |
| Walter Elliot                                             | Neville Chamberlain (4th National Min.; Kriegskabinett) | 29. Oktober 1936   | 16. Mai 1938                         | Unionist                        |                                                                      |
| John Colville                                             |                                                         | 6. Mai 1938        | 10. Mai 1940                         | Unionist                        |                                                                      |
| Ernest Brown                                              |                                                         | 14. Mai 1940       | 8. Februar 1941                      | National Liberal Party          | Winston Churchill (War Coalition)                                    |
| Thomas Johnston                                           |                                                         | 8. Februar 1941    | 23. Mai 1945                         | Labour                          | Winston Churchill (War Coalition)                                    |
| Harry Primrose, 6. Earl of Rosebery                       |                                                         | 25. Mai 1945       | 26. Juli 1945                        | National Liberal Party          | Winston Churchill (Caretaker Min.)                                   |
| Joseph Westwood                                           |                                                         | 3. August 1945     | 7. Oktober 1947                      | Labour                          | Clement Attlee                                                       |
| Arthur Woodburn                                           |                                                         | 7. Oktober 1947    | 28. Februar 1950                     | Labour                          | Clement Attlee                                                       |
| Hector McNeil                                             |                                                         | 28. Februar 1950   | 26. Oktober 1951                     | Labour                          | Clement Attlee                                                       |
| James Stuart                                              |                                                         | 30. Oktober 1951   | 13. Januar 1957                      | Unionist                        | Sir Winston Churchill                                                |
| James Stuart                                              | Sir Anthony Eden                                        | 30. Oktober 1951   | 13. Januar 1957                      | Unionist                        |                                                                      |
| John Maclay                                               |                                                         | 13. Januar 1957    | 13. Juli 1962                        | Unionist                        | Harold Macmillan                                                     |
| Michael Noble                                             |                                                         | 13. Juli 1962      | 16. Oktober 1964                     | Unionist                        | Harold Macmillan                                                     |
| Michael Noble                                             | Sir Alec Douglas-Home                                   | 13. Juli 1962      | 16. Oktober 1964                     | Unionist                        |                                                                      |
| William Ross                                              |                                                         | 18. Oktober 1964   | 19. Juni 1970                        | Labour                          | Harold Wilson                                                        |
| Gordon Campbell                                           |                                                         | 20. Juni 1970      | 4. März 1974                         | Conservative and Unionist Party | Edward Heath                                                         |
| William Ross                                              |                                                         | 5. März 1974       | 8. April 1976                        | Labour                          | Harold Wilson                                                        |
| Bruce Millan                                              |                                                         | 8. April 1976      | 4. Mai 1979                          | Labour                          | James Callaghan                                                      |
| George Younger                                            |                                                         | 5. Mai 1979        | 11. Januar 1986                      | Conservative and Unionist Party | Margaret Thatcher                                                    |
| Malcolm Rifkind                                           |                                                         | 11. Januar 1986    | 28. November 1990                    | Conservative and Unionist       | Margaret Thatcher                                                    |
| Ian Lang                                                  |                                                         | 28. November 1990  | 5. Juli 1995                         | Conservative and Unionist       | John Major                                                           |
| Michael Forsyth                                           |                                                         | 5. Juli 1995       | 2. Mai 1997                          | Conservative and Unionist       | John Major                                                           |
| Donald Dewar                                              |                                                         | 2. Mai 1997        | 17. Mai 1999 (wurde Erster Minister) | Labour                          | Tony Blair                                                           |
| John Reid                                                 |                                                         | 17. Mai 1999       | 25. Januar 2001                      | Labour                          | Tony Blair                                                           |
| Helen Liddell                                             |                                                         | 25. Januar 2001    | 13. Juni 2003                        | Labour                          | Tony Blair                                                           |
| Alistair Darling (auch Secretary of State for Transport)  |                                                         | 13. Juni 2003      | 5. Mai 2006                          | Labour                          | Tony Blair                                                           |
| Douglas Alexander (auch Secretary of State for Transport) |                                                         | 5. Mai 2006        | 27. Juni 2007                        | Labour                          | Tony Blair                                                           |
| Des Browne (auch Secretary of State for Defence)          |                                                         | 28. Juni 2007      | 3. Oktober 2008                      | Labour                          | Gordon Brown                                                         |
| Jim Murphy                                                |                                                         | 3. Oktober 2008    | 11. Mai 2010                         | Labour                          | Gordon Brown                                                         |
| Danny Alexander                                           |                                                         | 12. Mai 2010       | 29. Mai 2010                         | Liberal Democrats               | David Cameron (Koalition)                                            |
| Michael Moore                                             |                                                         | 29. Mai 2010       | 7. Oktober 2013                      | Liberal Democrats               | David Cameron (Koalition)                                            |
| Alistair Carmichael                                       |                                                         | 7. Oktober 2013    | 8. Mai 2015                          | Liberal Democrats               | David Cameron (Koalition)                                            |
| David Mundell                                             |                                                         | 11. Mai 2015       | 24. Juli 2019                        | Conservative and Unionist       | David Cameron (Cameron II)                                           |
| David Mundell                                             | seit 13. Juli 2016: Theresa May (Kabinett May I / II)   | 11. Mai 2015       | 24. Juli 2019                        | Conservative and Unionist       |                                                                      |
| Alister Jack                                              |                                                         | 24. Juli 2019      | 5. Juli 2024                         | Conservative and Unionist       | Boris Johnson (Kabinett Boris Johnson I / II)                        |
| Ian Murray                                                |                                                         | 5. Juli 2024       | amtierend                            | Labour Party                    | Keir Starmer (Kabinett Starmer)                                      |